# مالک بن زعر
بر اساس داستان‌های قصص الانبیاء، مالک بن زعر یک تاجر اهل بین‌النهرین بود. هنگامی که همراه کاروانش به سوی مصر می‌رفت کنار یک چاه ایستاد و صدای نوجوانی را درون چاه شنید که او یوسف بود. مالک که او را نشناخت به عنوان برده به مصر برد و او را به عزیز مصر فروخت.ولی بعدا از فروش یوسف پشیمان شد بیست سال بعد که یوسف عزیز مصر شد او هم جز یاران وفادار یوسف شد. مالک در مصر از دنیا رفت.

## اصل و نسب
شجره نامه او به این شرح است : مالک بن زعر بن نویت بن مدیان بن ابراهیم .
البته در روایتی دیگر او از نوادگان اسماعیل است.